# Haylie Johnson
Haylie Nichelle Johnson (Thousand Oaks, California, 29 de enero de 1980), más conocida como Haylie Johnson, es una actriz y cantante estadounidense, más conocida por su papel de Haylie en el programa infantil Kids Incorporated. Está casada con Jonny Lang desde 2001 y tiene cuatro hijos. Es la hermana mayor de la actriz y cantante Ashley Johnson.

## Biografía

### Carrera
Es una hija de Cliff y Nancy Johnson. Haylie se crio en Bloomfield, (Míchigan) y vive en Burbank (California).
A la edad de tres años, su familia se mudó a Míchigan y trabajó como modelo para la empresa de ropa de niños local Loretta Lorion. Más tarde, también apareció en comerciales de televisión.
Johnson fue al jardín infantil y al primer grado de educación primaria en Míchigan, y cuando su familia se trasladó a California, comenzó su carrera como actriz en la televisión.
Se graduó de la escuela secundaria a los 16 años, pero obtuvo su licencia de conducir a los 18 años.
Johnson salió en películas y series de televisión como Father's Day, Kids Incorporated, Dr. Quinn Medicine Woman, Boy Meets World, entre otras y en el video musical de los Desaparecidos, Your Love. Su personaje muere por una plaga.
En 1998, dirigió un documental sobre los niños del mundo del espectáculo.
En Father's Day, Haylie interpretó el papel de una mala niña, que deja su novio y se va con otro. Junto a Robin Williams, que fue el protagonista. Haylie estuvo en el elenco de Kids Incorporated desde 1991 hasta 1994. Es hermana de la actriz y cantante Ashley Johnson y tiene otro hermano llamado Chris.

## Filmografía

### Películas
- Father's Day (1997) con Robin Williams - Nikky Trainor
- Social Misfits (2001) - Debra

### Series
- Kids Incorporated (1991-1994) – como Haylie
- Beverly Hills, 90210 (1993) – 2 episodios
- Dr. Quinn, Medicine Woman (1993-1997) – como Becky Bonner – 19 episodios
- Boy Meets World (1994) – como Linda – 1 episodio
- Caroline in the City (1997) – como Jennifer – 1 episodio
- Smart Guy (1998) – como Hannah – 1 episodio

- Datos: Q2383432